# Tellok
Tellok (en népalais : तेल्लोक) est un comité de développement villageois du Népal situé dans le district de Taplejung. Au recensement de 2011, il comptait 2 227 habitants.